# Bridge over Troubled Water (Album)
Bridge over Troubled Water ist das fünfte Studioalbum des US-amerikanischen Duos Simon and Garfunkel aus dem Jahre 1970. Das Folk-Rock-Album avancierte zum weltweiten Nummer-eins-Album und zählt mit über 25 Millionen verkauften Einheiten zu den meistverkauften Musikalben der Geschichte.

## Hintergrund
Bridge over Troubled Water war das letzte gemeinsame Studioalbum der zwei Musiker. Neben der Erstveröffentlichung auf LP wurden auf den CD-Ausführungen verschiedene Ausstattungsvarianten angeboten:
- Von Sony Music erschienen 1993 innerhalb der Serie Mastersound zwei Veröffentlichungen auf CD, wobei die Aufnahmen mittels des Super-Bit-Mapping-Verfahrens (SBM) digital überarbeitet und eine 24-Karat-Gold-Verspiegelung anstatt der Aluminium-Schicht aufgebracht worden waren. Von dieser Reihe gibt es zwei Versionen: eine Limited Edition in einer seitlich aufklappbaren Aufbewahrungsbox in länglicher Buchform mit eingeklebtem und vergrößertem Booklet und eine Collector’s Edition, bei der die CD-Hülle in einem Pappschuber aufbewahrt wird. Die Vorderseite des Schubers weist eine halbrunde Ausstanzung in CD-Größe auf, durch welche die Gold-Schicht des Tonträgers sichtbar ist.
- In der Reihe Spiegel Edition – The Vinyl Classics wurde das Album auch als schwarze CD mit Vinyl-Rillenoptik auf der Labelseite veröffentlicht, die CD-Hülle steckt in einem grauen Pappschuber mit ausgestanztem Sichtfenster.
- Des Weiteren gibt es das Album in CD-Boxen mit der Kopplung von ein bis zwei weiteren Simon-&-Garfunkel-Alben.
- 2001 erschien die CD in remastertem Sound mit den Demoversionen von Feuilles-O und Bridge over Troubled Water als Bonustitel.
- 2011 erschien eine 40th Anniversary Edition des Albums als Doppel-CD. Auf CD 1 findet sich das Album in remastertem Sound, aber ohne die 2001 erschienenen Bonustitel. CD 2 enthält das Album Live 1969. Eine limitierte Auflage beinhaltet zusätzlich eine Bonus-DVD mit dem TV-Special Songs of America von 1969 sowie eine Dokumentation über die Entstehung des Albums.

## Titelliste
Alle Lieder geschrieben von Paul Simon, andere Autoren sind angegeben.

### Seite 1
1. Bridge over Troubled Water – 4:52
2. El Condor Pasa (If I Could) (Englischer Text von Paul Simon. Arrangement einer peruanischen Volksmelodie aus dem 18. Jahrhundert von Jorge Milchberg) a – 3:06
3. Cecilia – 2:54
4. Keep the Customer Satisfied – 2:33
5. So Long, Frank Lloyd Wright – 3:47

### Seite 2
1. The Boxer – 5:08
2. Baby Driver – 3:14
3. The Only Living Boy in New York – 3:58
4. Why Don’t You Write Me – 2:45
5. Bye Bye Love (live) (Felice und Boudleaux Bryant) – 2:55
6. Song for the Asking – 1:49

## Preise
Simon and Garfunkel gewannen 1971 sechs Grammy Awards in den Kategorien Album des Jahres und Beste Tonabmischung sowie für den Song Bridge over Troubled Water in den Kategorien Beste Single des Jahres, Bester Song des Jahres und Bester zeitgenössischer Song des Jahres.

## Kommerzieller Erfolg

### Chartplatzierungen
Bridge over Troubled Water avancierte zum weltweiten Nummer-eins-Album, unter anderem in Deutschland, Österreich, den Vereinigten Staaten und dem Vereinigten Königreich. In den Vereinigten Staaten konnte sich das Album unter anderem vom 7. März bis 9. Mai 1970 zehn Wochen am Stück an der Spitze der Billboard 200 platzieren.
| ChartsChartplatzierungen       | Höchstplatzierung | Wochen |
| ------------------------------ | ----------------- | ------ |
| Deutschland (GfK)              | 1 (56 Wo.)        | 56     |
| Österreich (Ö3)                | 1 (24 Wo.)        | 24     |
| Vereinigte Staaten (Billboard) | 1 (87 Wo.)        | 87     |
| Vereinigtes Königreich (OCC)   | 1 (331 Wo.)       | 331    |

| ChartsJahrescharts (1970)    | Platzierung |
| ---------------------------- | ----------- |
| Deutschland (GfK)            | 3           |
| Vereinigtes Königreich (OCC) | 1           |

| ChartsJahrescharts (1971)    | Platzierung |
| ---------------------------- | ----------- |
| Deutschland (GfK)            | 45          |
| Vereinigtes Königreich (OCC) | 1           |

| ChartsJahrescharts (1972)    | Platzierung |
| ---------------------------- | ----------- |
| Vereinigtes Königreich (OCC) | 6           |

| ChartsJahrescharts (1975)    | Platzierung |
| ---------------------------- | ----------- |
| Vereinigtes Königreich (OCC) | 36          |

### Auszeichnungen für Musikverkäufe
Bridge over Troubled Water bekam weltweit zweimal Gold und 25 Mal Platin für über 12,5 Millionen verkaufte Einheiten. Quellen zufolge soll es sich über 25 Millionen Mal verkauft haben, womit es nicht nur Simon & Garfunkels meistverkaufte Veröffentlichung ist, sondern auch zu den weltweit meistverkauften Musikalben zählt. Das Album verkaufte laut Schallplattenauszeichnungen alleine in den Vereinigten Staaten über acht Millionen Exemplare.

| Land/Region                  | Auszeichnungen für Musikverkäufe (Land/Region, Auszeichnung, Verkäufe) | Verkäufe   |
| ---------------------------- | ---------------------------------------------------------------------- | ---------- |
| Australien (ARIA)            | 6× Gold                                                                | 60.000     |
| Dänemark (IFPI)              | Gold (Physisch) · + Gold (Digital)                                     | 50.000     |
| Deutschland (BVMI)           | Platin                                                                 | 500.000    |
| Finnland (IFPI)              | Gold                                                                   | 25.000     |
| Frankreich (SNEP)            | Platin                                                                 | 300.000    |
| Kanada (MC)                  | 4× Platin                                                              | 400.000    |
| Österreich (IFPI)            | Platin                                                                 | 50.000     |
| Schweiz (IFPI)               | Gold                                                                   | 25.000     |
| Vereinigte Staaten (RIAA)    | 8× Platin                                                              | 8.000.000  |
| Vereinigtes Königreich (BPI) | 11× Platin                                                             | 3.300.000  |
| Insgesamt                    | 10× Gold · 26× Platin ·                                                | 12.710.000 |

Hauptartikel: Simon & Garfunkel/Auszeichnungen für Musikverkäufe